# ドラえもんのひみつ道具 (とあ-とこ)
ドラえもんのひみつ道具 (とあ-とこ) では、藤子・F・不二雄の漫画『ドラえもん』、『大長編ドラえもん』(VOL.1〜17)、藤子・F・不二雄のその他の著作に登場するひみつ道具のうち、読みが「とあ」で始まるものから「とこ」で始まるものまでを列挙する。

## 透視スクリーン
透視スクリーン（とうしスクリーン）は、「異説クラブメンバーズバッジ」（てんとう虫コミックス23巻に収録）に登場する。
この道具を壁面に設置すると、壁面を透視して向こう側の景色がスクリーン上に表示される。作中では、地底世界から地面を透視して地上の様子を見るために使用している。

## 透視台と透視シール
透視台と透視シール（とうしだいととうしシール）は、「透視シールで大ピンチ」（てんとう虫コミックス23巻に収録）に登場する。
本、手紙（封書）、ノートなどの中身を見るための道具。目の描かれたシール「透視シール」を透視したいものに貼っておくと、その中身の文面が「透視台」のスクリーン上に表示される。ボタン操作でページ送りをすることもでき、そのものを開かず、手にも持たずに中身を一通り覗き見ることができる。
透視台の上に絵や字を書くと、その内容がシールを貼ったものにもひとりでに書き込まれる。台上を拭き取ると、シールを貼ったものの方の書き込みも消える。

## とうしめがね
とうしめがねは、「のび太のおよめさん」（てんとう虫コミックス6巻に収録）に登場する。
虫眼鏡を象った道具。これを使って壁などを見ると、透視してその向こう側を見ることができる。

## 動物生まれかわりタマゴ
動物生まれかわりタマゴ（どうぶつうまれかわりタマゴ）は、「ネコののび太いりませんか」（てんとう虫コミックス43巻に収録）に登場する。
人間が中に入れる程度の大きさの卵形の道具。人が中に入って動物の姿を思い浮かべると、その動物の姿に変身できる。玉子の動物嫌いに懲りたのび太が、ネコに変身して動物の役立ちぶりを披露するために使用した。

## どうぶつガス
どうぶつガスは、「いぬになりたい」（藤子・F・不二雄大全集3巻に収録）に登場する。
球体状の入れ物にガスが入っており、球体を割って人がガスを体に浴びると、動物に変身することができる。イヌ用、ネコ用などさまざまな種類がある。
動物に変身できるほかの道具では、変身後も人間の言葉をしゃべれるものがあるが、この道具による変身後は言葉をしゃべれなくなってしまう。自分が人間だということを周囲に言えず、トラブルになることもある。

## 動物がたにげだしじょう
動物がたにげだしじょう（どうぶつがたにげだしじょう）は、「動物がたにげだしじょう」（てんとう虫コミックス10巻に収録）に登場する。
4個1セットの錠剤。これを飲むと、それぞれに対応する動物の能力を利用した逃亡能力が身につき、危機が迫ったときにはその能力が自動的に発動する。4個それぞれの能力は以下の通り。
カメレオン
カメレオンの様な保護色能力。色だけでなく周囲の風景そっくりに体表が変化するので、見た目はまったく風景と区別がつかない。また肌のみならず身に付けている服も保護色になる。
カメ
攻撃を受けた際、カメが甲羅に手足を引っ込めるように、服の中に手足と頭を引っ込めることができる。引っ込めた状態ではさながら硬い甲羅のようで、不用意に攻撃した相手は手足を痛めることになる。
トカゲ
服を捕まれた際、トカゲが尻尾を切って逃げるように、服だけがちぎれて逃げることができる。ただし逃げた後は全裸になってしまうのが難点。
スカンク
スカンクのように強烈な悪臭のガスを放って相手を撃退する。狭い場所で使うと、自分自身もガスの餌食になってしまうため、注意が必要。
テレビアニメ第2作第2期では上記の他に4つ追加された。
オポッサム
敵に見つかった際、死んだふりをする。
タコ
口がタコのようになり、墨を吐く。
電気ウナギ
敵に捕まえられた際、体から電気を出して攻撃する。
ヤマアラシ
襲われそうになった際、後ろから針をだす。

## 動物観察ケース
動物観察ケース（どうぶつかんさつケース）は、「ツバメののび太」（てんとう虫コミックス29巻に収録）に登場する。
自然のままの動物の生態を観察できる道具。外観は目測5メートルほどの大きさの透明ケースで、緯度と経度を指定すると、その場所にいる動物の姿がケース内に映し出され、動物の動きに合わせて光景も動く。ケースよりも大きな動物の場合には、ケースに合わせてスケールが縮む。単に映像が見られるのではなく、実際にその場所とケース内とが空間同士で繋がっており、ケース壁面に開いた穴から餌を投げ込むこともできる。

## 動物ごっこ帽子
動物ごっこ帽子（どうぶつごっこぼうし）は、『のび太とアニマル惑星』に登場する。
未来の幼稚園児が動物ごっこで使う、動物の頭部を象った帽子。ただ動物を真似るだけでなく、実際にその動物の能力が身に付く。
作中ではドラえもん達がアニマル星の住人にまぎれるため、ドラえもんがネコ、のび太がクマ、しずかがウサギ、スネ夫がキツネ、ジャイアンがゴリラの帽子を使用。ウサギは鋭い聴力、キツネは嗅覚、ゴリラは怪力の能力を使うことができた。のび太のクマの能力については不明のまま。
ドラえもんが使用したネコの帽子は本体に合わせた青色で、形状もかじられる前の耳と同一だったので、使用した際には原型のドラえもんに近い姿となった。
動物ごっこぼうし ニホンカワウソバージョン（どうぶつごっこぼうし ニホンカワウソバージョン）
テレビアニメ第2作第2期「カワウソのび太の大冒険」（2011年5月27日放送）に登場する。
こちらはニホンカワウソの特徴や能力が身に付くようになる。しかし作中でのび太は被ったにも関わらず、川で溺れるという描写があった。

## 動物語ヘッドホン
動物語ヘッドホン（どうぶつごヘッドホン）は、「どうぶつごヘッドホン」（藤子・F・不二雄大全集7巻に収録）、「のら犬「イチ」の国」（てんとう虫コミックス22巻に収録）に登場する。
このヘッドホンを使うと、動物の話している言葉を理解することができる。

## 動物セット
動物セット（どうぶつセット）は、「動物セット」（てんとう虫コミックススペシャル『ドラえもん カラー作品集』4巻に収録）に登場する。
動物の体の一部を模したセット。多種用意されており、身に着けるとその動物の能力を発揮できる。優れた聴力と脚力を持つうさぎセット、身軽に動けるねこセット、吼えて相手を威嚇できるライオンセット、木などを身軽に飛びまわるおさるセット、鼻で重いものを持ち上げるぞうセットなど。ほかにも、リス、カンガルー、タヌキ、ワニ、鳥がある。

## 動物ドロップ
動物ドロップ（どうぶつドロップ）は、「動物ドロップ」（ぴっかぴかコミックス9巻に収録）に登場する。てんとう虫コミックスでは、11巻収録「ドラえもん大事典」で紹介している。
ビンの中に動物型のドロップがいくつも入っており、食べるとその動物と同じ能力が身につく。ネコなら木に登れ、ゴリラなら力が強くなり、鳥ならはばたいて空を飛べる。

## どうぶつにばけるキャンディー
どうぶつにばけるキャンディーは、「動物キャンディー」（藤子・F・不二雄大全集4巻に収録）に登場する。
この飴玉を口に含み、動物に触れると、その動物に変身することができる。触れるものは生きていないものでも、模型（空想上の生物を象ったものを含む）でも可能。作中では肉屋で買った牛肉に触れるとウシに、怪獣のおもちゃに触れると怪獣に変身した。

## 動物粘土
動物粘土（どうぶつねんど）は、「異説クラブメンバーズバッジ」（てんとう虫コミックス23巻に収録）に登場する。
この粘土で動物を作ると、命を持って本物同様に動き回る。完成した時に色が付く。作中ではのび太たちが地底世界で雌雄一組の地底人を作り、次に地底世界を訪れたときには地底人の子供がいたことから、繁殖能力も備わる可能性がある。醜悪な生物を作ると、凶暴な生物に変化する。

## 動物の遺伝子アンプルとクローニングエッグ
動物の遺伝子アンプルとクローニングエッグ（どうぶつのいでんしアンプルとクローニングエッグ）は、『のび太の日本誕生』に登場する。
動物の遺伝子の薬剤がアンプルに入っており、これを卵型カプセル「クローニングエッグ」に注入することで、好きな動物を作り出すことができる。
ドラえもんが原始世界での生活のペットを作るためにのび太に使わせたものだが、のび太は数種類のアンプルを一度に使用することで、伝説上の動物を作り出した。

## 動物の素スープ
動物の素スープ（どうぶつのもとスープ）は、「しあわせのお星さま」（てんとう虫コミックス18巻に収録）に登場する。
これを海水に溶かすと生物が発生し、進化してゆく。インスタントなので進化は非常に早く、生物のいない惑星に使用すると、翌日には人間による文明ができ上がっている。発生した生物は通常のものより非常に小さい。
作中では道具自体の外見を描いていない。

## 動物変身恩返しグスリ
動物変身恩返しグスリ（どうぶつへんしんおんがえしグスリ）は、「動物変身恩返しグスリ」（てんとう虫コミックス35巻に収録）に登場する。
民話「鶴の恩返し」をモチーフとした液体の薬。動物を助けた後でこの薬をかけると、やがてその動物が人間に変身して現れ、恩返しをしてくれる。ただし変身しても元の動物の習性が残っていたり、また性格次第でもあるため、小言を言う玉子をひっかいてさらに怒らせたりと、恩を仇で返されることもある。恩返しが終わると、元の動物の姿に戻って薬の効力が消える。薬をかけた動物をいじめると、逆に仕返しをされてしまう。
ニュー動物変身恩返しクスリ（ニューどうぶつへんしんおんがえしクスリ）
てんとう虫コミックススペシャル「ザ・ドラえもんズ スペシャル」の『ニジイロチョウをさがそうよ』（スペシャル7巻に収録）に登場。
ドラえもんの道具。「動物変身恩返しグスリ」のバリエーションだが、動物変身恩返しグスリは1回恩返しをすると効果が切れるのに対し、こちらは時間制限があり、時間内なら何度でも恩返しをする。

## 動物変身ビスケット
動物変身ビスケット（どうぶつへんしんビスケット）は、「変身ビスケット」（てんとう虫コミックス1巻に収録）、『ドラえもん ぼく、桃太郎のなんなのさ』に登場する。
ネコやウマなど、いろいろな動物の形をしたビスケットの詰め合わせで、食べるとその動物に変身できる。効き目は1つにつき5分間。鳴き声を出す動物の場合、姿が変身する前に鳴き声を出すことがある。
動物に変身した際、その動物の能力を得る。
用途は不明。
「変身ビスケット」では食べた人は二足歩行する擬人化した様な姿になっているが、『ぼく、桃太郎のなんなのさ』では変身前の個人的特徴を残した上でほぼ完全な動物の姿になっている。また、動物の姿になっても、人語で話せたり、手で物を掴む事が出来る模様。
また、劇中で変身したのは以下の通り。
ネコ
のび太が誤って食べてしまった。おつかいの時に変身してしまい、のび太は鏡に映った自分を見て仰天した。
ライオン
2作2期の別バージョンでのび太が誤って食べた。野球に誘おうとしたジャイアンとスネ夫はたまらず逃げ出した。
馬
客が食べた。のび太がトイレに行かせた。
ニワトリ
客が食べた。ドラえもんとのび太が電話をかけさせた。
ブタ
2作2期で客が食べた。のび太たちがお茶で服を濡らして、乾かそうとした。
フクロウ
2作2期の別バージョンで客が食べた。ドラえもん達がママの眼鏡を外して誤魔化した。
サル
客が食べた。ドラえもんとのび太が慌てて隠したため、ママに怒られた。
カエル
客が最後に食べた。失礼なもてなしをしたドラえもんとのび太に怒り、「もう帰る（カエル）!」と言って帰ってしまった。
ウサギ
話の終盤でママが食べた。ドラえもんとのび太の代わりにママに謝ろうとしたパパは、気絶してしまった。
犬
『ぼく、桃太郎のなんなのさ』でスネ夫が変身した。嗅覚が優れている。歯で噛みつく。ジャイアンから「犬と言うよりはキツネだ」と言われ笑われた。
サル
『ぼく、桃太郎のなんなのさ』でジャイアンが変身した。腕力が強い。爪で引っ掻く。
キジ
『ぼく、桃太郎のなんなのさ』でしずかが変身した。飛行が可能。嘴でつつく。
動物変身ビスケット 効き目長持ちバージョン（どうぶつへんしんビスケット ききめながもちバージョン）
テレビアニメ第2作第2期「ぼく、桃太郎のなんなのさ2008」に登場。動物変身ビスケットの上位版。効き目が通常より長い。道具名の表記は公式サイト掲載の「ひみつ道具カタログ」による。
スーパー動物変身ビスケット（スーパーどうぶつへんしんビスケット）
てんとう虫コミックススペシャル「ザ・ドラえもんズ スペシャル」の『一番強いのは…?』（スペシャル9巻に収録）に登場。
ドラえもんの道具。『ドラえもん』本編に登場する「動物変身ビスケット」のバリエーションだが、通常の動物変身ビスケットは肉体自体が動物に変身するため、変身しても動物が服を着たような姿になるのに対し、こちらは服も含めてまるごと動物そのものの姿に変身できる。その代わり変身時間は3分と、通常の動物変身ビスケットより短い。ちなみに動物のほかに何故かタマゴに変身できるビスケットが含まれている。
登場したビスケットは以下の通り。
トラ
ノビーニョが引ったくりを捕まえるために変身した。しかし、襲われていると勘違いしたドラリーニョが攻撃して元に戻ってしまった。
ウサギ
引ったくりが変身した。速く飛び回る。
犬
ドラリーニョが変身した。追いつきそうになったところでのび太の「待て」という言葉に反応してしまい、取り逃がしてしまう。
シカ
引ったくりが変身した。森の中を駆け回る。
イノシシ
ドラリーニョが変身した。素早く突進できるが急には曲がれない。
リス
引ったくりが変身した。身のこなしが軽く素早く移動できる。
カニ
ドラリーニョが変身した。ハサミで相手を捕まえることができるが、横歩きしかできない。
猫
引ったくりが変身した。すばしっこい。
ネズミ
ドラえもんが変身した。ネズミ嫌いのドラえもんは気絶してしまった。
ナマケモノ
のび太が変身した。のび太は強そうと判断していたが、ただぶら下がっていただけで結局役に立たなかった。
タマゴ、ヒヨコ、カエル
ノビーニョが持っていた残り3つのビスケット。ただし、タマゴは動けない、ヒヨコは突くのが苦手、カエルはキックが弱いため、全て強いとはほど遠いため結局食べずに終わった。
ヘビ
引ったくりが変身した。相手を丸呑みにできる。恐怖でノビーニョを怯ませるが、能天気なドラリーニョには逆効果で簡単に捕まってしまった。

## 動物指キャップ
動物指キャップ（どうぶつゆびキャップ）は、「動物指キャップ」（てんとう虫コミックススペシャル『ドラえもん カラー作品集』3巻に収録）に登場する。
動物の体の一部を模した指キャップ。これを指先にはめると動物の力が発揮できる。以下の5種類があり、それぞれ能力が異なる。
ゾウの鼻
怪力を出せる。
ゴリラの腕
怪力を出せる。ただしゾウの方が強い。
鳥の翼
空を飛べる。
ウサギ
急がねばならないときなどに使用。跳ねて走ることができる。テレビアニメ「どうぶつ指キャップ」（「動物指キャップ」のアニメ化作品。1989年3月10日放送、ビデオソフト未収録）のみ登場する。
タコの漏斗
墨を吐ける。
ちなみにドラえもん自身は、手に指がないので使用できない。
テレビアニメ第2作第1期「どうぶつ指キャップ」（1989年3月10日放映）では、スネ夫が空き地で父と一緒にプロレスを見に行った話をジャイアンやのび太にした時と、スネ夫がわざとからかいながら実況しジャイアンがプロレスの技を使ってのび太をいじめたところの場面にかつてテレビ朝日のスポーツ中継で使われたスポーツ行進曲でもある神津善行作曲の朝日に栄光あれがBGMとして使われた。

## 動物ライト
動物ライト（どうぶつライト）は、「テストにアンキパン」（てんとう虫コミックス2巻に収録）に登場する。
箱型の本体に円形のライトが取り付けられた見た目をしている。
翌日のテストを前に慌てるのび太に対して、ドラえもんが「この動物ライトで先生をゴリラに……（変えればいい）」と言っていた。実際に作中で使用することはなかった。

## 透明人間目薬
透明人間目薬（とうめいにんげんめぐすり）は、「とう明人間目ぐすり」（てんとう虫コミックス8巻に収録）に登場する。
ドラミが持つ道具。この目薬を目に差すと、全身の細胞の色素が分解され、細胞間が液体で満たされて光の屈折率が1になることにより（原作作中の説明では「ゼロ」となっているが、本来の透明となる屈折率は「1」であり、テレビアニメ第2作第2期「とう明人間目ぐすり」（2006年11月3日放送）では「1」と説明された）、透明人間になることができる。透明になるのは肉体のみのため、姿を消して行動するためには服を脱ぐ必要がある。元の姿に戻る方法は不明だが、テレビアニメ第2作第2期では元に戻る目薬を使用している。
作中ではこれを使ってのび太がジャイアンから本を取り返すのに成功したが、ラストでパパがただの目薬と勘違いして目に差して風呂に入ったため、ママたちに驚かれてしまった。
作中では「とうめい人間になる目薬」と呼ぶのみで名称は不明。「ドラミちゃん出演漫画リスト」（『ドラえもん百科』2巻に収録）では「とう明目ぐすり」としているが、『ドラえもん全百科（ドラえもんオールひゃっか）』（1979年7月発行）を始めとするひみつ道具の事典では、藤子・F・不二雄監修の元、登場作品のサブタイトルを用いて一様に「透明人間目薬」としている。テレビアニメ第2作第2期「とう明人間目ぐすり」（2006年11月3日放送）と2度目のリメイク版「とうめい人間目ぐすり」（2020年12月12日放送）では「とう明人間目ぐすり」としている。
名前は見えなくなる目薬と似ていて紛らわしいが、見えなくなる目薬の効能は自身は透明人間になるのではなく、目薬を使った人間が他人の姿が見えなくなるというもの。

## とうめいハンド
とうめいハンドは、「とうめいハンド」（てんとう虫コミックススペシャル『ドラえもん カラー作品集』1巻に収録）に登場する。
多荷物などを1人で運ばなくてはならないときなどに3本目の手になる道具で、背中に装着する。透明で誰の目にも見えない。伸縮自在で、最大で約10メートル伸ばすこともできる。1日で効果は失われる。

## とう明ペンキ
とう明ペンキ（とうめいペンキ）は、「とうめいペンキ」（てんとう虫コミックススペシャル『ドラえもん カラー作品集』5巻に収録）などに登場する。てんとう虫コミックスでは11巻収録「ドラえもん大事典」で紹介されているほか、36巻収録「いたずらオモチャ化機」や『ドラえもんプラス』6巻収録「にっくきあいつ」に登場する。
このペンキを塗ると、塗った物は透明になる。人間の体に塗れば、透明人間として動き回ることができる。
水性なので、ペンキを落とす際には布などで拭き取れば簡単に落ちる。また水洗いしても落とすことができる。『のび太のねじ巻き都市冒険記』の原作漫画では逆にそれが災いし、透明人間となって敵から逃げている最中に川に落ち、透明化が解けてしまっている。
通常のものはペンキ缶に入っているものをハケで塗るが、「とうめいボディガードプラモ」に同梱されているものはスプレー式になっている。
同様の機能を持つ道具に「片づけラッカー」などがある。あちらは落とすのに専用の剥離剤「ラッカーおとし」が必要。

## とうめいボディガードプラモ
とうめいボディガードプラモは、「とうめいボディガードプラモ」（ぴっかぴかコミックス18巻に収録）に登場する。
透明になって使用者を危険から守ってくれるロボットのプラモデル。箱入りのプラモデルを組み上げ、仕上げとしてスプレー式の「とう明ペンキ」を吹き付けて完成する。
のび太が組み立てたときは手加減する機能を持つブレーキポンプを組み込むのを忘れたため、力の加減がきかなくなってしまう。そのため、周囲がのび太を少し怒ったり叱っただけでロボットが暴行を加えたり、しずかとボール遊びをしていた際に誤ってのび太の顔にボールをぶつけただけでしずかを敵と見なして殴りかかったり、といった暴走をしでかしてしまった。

## 透明マント
透明マント（とうめいマント）は、「ご先祖さまがんばれ」（てんとう虫コミックス1巻に収録）、「のび太の結婚前夜」（同25巻に収録）に登場する。
外観は透明色の布。これを身に付けると姿が見えなくなり、透明人間として行動できる。
原作漫画では、基本的に頭から被って全身を覆う形で使用している。しかしテレビアニメ第2作第1期 及びテレビアニメ第2作第2期では「透明マント」を身に付ける際、一部分（下半身・足など）が見えていたとしても、マントが使用者の全身を自動的に透明化する描写になっている作品が存在する。また『STAND BY ME ドラえもん』では、首から羽織る形で使用し、こちらでもマントが使用者の全身を自動的に透明化する描写になっている他、体から外れないようにするための器具が付いており、透明化のオンとオフを切り替え可能になっている。
原作漫画では「透明マント」を使っている人同士で姿の確認ができるかどうかは、特に言及・描写されていない。テレビアニメ第2作第2期では作品によって描写が異なり、使用者同士で姿の確認が出来る作品 と、使用者同士で姿の確認が出来ない作品 が存在する。
原作漫画では「透明マント」が機械やロボットに効果があるかどうかは、特に言及・描写されていない。テレビアニメ第2作第2期では作品によって描写が異なり、機械（ドラえもん、22世紀の監視ロボット 、クリオネラ）に対しても正常に効果を発揮している作品と、機械には効果がなかった作品が存在する。
原作漫画では「透明マント」に音を消す機能はない。しかし作品によっては、この設定が無視されている場合があり『STAND BY ME ドラえもん』及び『STAND BY ME ドラえもん 2』では、使用者の声が周りに聞こえなくなる描写になっている。
原作漫画では「透明マント」の仕組みについて具体的に説明されたことはない。ひみつ道具の事典では、このマントは細胞内光線通過糸（シースルー繊維）で織られており、マントに当たった光を反射・屈折せず完全に通過させる事によって、マントを被った者は透明になると解説されている。
同様の道具に「かくれマント」がある。
「人気スターがまっ黒け」（てんとう虫コミックス30巻に収録）では、ただのビニール風呂敷を「透明マント」と偽って、ドラえもんがジャイアンに渡している。

## 道路光線
道路光線（どうろこうせん）は、「道路光線」（『小学三年生』1980年8月号に掲載、単行本未収録。『ぼく、ドラえもん』15号付録冊子、『藤子・F・不二雄大全集 ドラえもん』11巻に再録）「歩け歩け月までも」（てんとう虫コミックス26巻に収録）、『のび太の魔界大冒険』に登場する。初出の「道路光線」は『小学三年生』1980年5月号の誌上で行われた公募企画「ドラえもんアイディアコンクール」において金賞作品に選ばれ、作者自ら描き下ろしたもの。
サーチライトのように光を放つ道具。光の中は四次元空間になっており、壁でも建築物でも何でも突き抜けて照らすことができるので、この光の中を歩けば一直線にどこまででも進むことができる。
重力は光の外側と同様に働くため、もし使用中に光の道が垂直になると、中の者は飛行手段でもない限り落下する。
『のび太の魔界大冒険』では、一直線に光を放つという特性を利用し、方向感覚を乱す「帰らずの原」から抜け出すために使用した。リメイク版では「帰らずの原」が登場しなかったため、未登場となった。

## 遠くの人おこし用目ざまし
遠くの人おこし用目ざまし（とおくのひとおこしようめざまし）は、「百苦タイマー」（てんとう虫コミックス18巻に収録）などに登場する。
遠くにいる人を起こすための目覚まし時計。ニワトリの形をしており、ニワトリの鳴き声のようなけたたましい音を上げる。
『のび太の宇宙漂流記』では、幻惑に陥った仲間をこの目覚ましの音で覚醒させるという、意外な形で再登場した。なおその映画作中では「遠くの人目ざまし」と呼ばれていた。

## 通せんぼう
通せんぼう（とおせんぼう）は、「通せんぼう」（藤子・F・不二雄大全集6巻収録）に登場する。
踏切の遮断機のような道具。チョークで地面に線をひき「この線を守れ」と指示すると、その線をまたごうとする者の通行を阻む。専用の定期券を見せれば通ることができるが、それ以外の手段では決して通ることができない。
類似品に「ふみきりセット」がある。

## トカゲロン
トカゲロンは、「トカゲロン」（ぴっかぴかコミックス2巻に収録）に登場する。
トカゲが切れた尻尾を再生するように、破損した物にこの薬剤を塗ると、たちどころに元通りの姿に修復される。「なんでもカッター」などを使って物を半分に切断し、両方の切り口にトカゲロンを塗れば、物を2つに増やすこともできる。
同様の効力の道具に「復元光線」、「全体復元液」がある。

## どくさいスイッチ
どくさいスイッチは、「どくさいスイッチ」（てんとう虫コミックス15巻に収録）に登場する。
任意の生物を消すことのできる、未来の独裁者が開発させた道具。消された人物は最初から存在しなかったことになり、当該人物の家族や知人達の記憶からも消されている（ただし、スイッチを押した本人だけは消された人物のことを覚えている）。実は独裁者を懲らしめるための道具で、消す前の状態に戻すことが可能（元に戻す具体的な操作は原作、テレビアニメ第2作第1期では描かれていないが、テレビアニメ第2作第2期「どくさいスイッチ」（2005年4月29日放送）では再びボタンを押す、2度目のリメイク版「どくさいスイッチ」（2013年5月3日放送）では黒い部分を少し回すことで元に戻せるようになっている）。なお、ドラえもんはスイッチを押した本人ではないが消された人物のことを覚えており、のび太が「みんな消えてしまえ」と言ってスイッチを押したときにもドラえもんだけは消えていなかった。
当該人物が消えた後は、当該人物のいた立場が別の人物に入れ替わっている。作中ではジャイアンを消した後、スネ夫がガキ大将になっており（テレビアニメ第2作第1期ではのび太より身長が高くなっている）、スネ夫を消した後は安雄や他の少年達がのび太をいじめる立場になっていた。

## 読心ルーペ
読心ルーペ（どくしんルーペ）は、「不思議なめがね」（藤子・F・不二雄大全集6巻に収録）に登場する。てんとう虫コミックスでは、11巻収録「ドラえもん大事典」で紹介している。
このルーペを通して人を見ると、その人の考えが見える。
類似品に「することレンズ」、「ナニスルグラス」がある。

## 特大ドロボーたたき
特大ドロボーたたき（とくだいドロボーたたき）は、「あしたの新聞」（てんとう虫コミックス25巻に収録）に登場する。
巨大なハエ叩きを模した道具。泥棒退治に乗り出したドラえもんが「泥棒が現れたらひっぱたく」として用意した道具だが、実際には使用しなかったために詳細は不明。

## 特定人物レーダー
特定人物レーダー（とくていじんぶつレーダー）は、「人気歌手翼ちゃんの秘密」（てんとう虫コミックス『ドラえもんプラス』5巻に収録）に登場する。
このレーダーに人の写真を見せることで、その人の居所を探知することができる。半径1キロメートル以内にその人が接近すると専用モニターテレビに警報音が鳴り、モニター上に地図が表示されて居所を確認できる仕組みになっている。

## どこかなまど
どこかなまどは、「ミニ熱気球」（てんとう虫コミックス40巻に収録）に登場する。
小さな窓の形をした道具。「――はどこかな」と物の名前を呼ぶと、窓の向こうがどこでもドアのようにその物のある場所へつながる。窓自体は人のくぐれる大きさではないものの、スモールライトなどを使って小さくなれば、窓をくぐってその物のある場所へ行くこともできる。

## どこでも落っこち機
どこでも落っこち機（どこでもおっこちき）は、「空高くたこを落とせ」（ぴっかぴかコミックス6巻に収録）に登場する。
「♂」記号の様な形で、服などに付け円形部分のボタンを押すと矢印の方向へ重力が働くという道具。山の頂上に矢印を向ければ、あたかも下山しているかのように、楽に登れる。

## どこでもガス
どこでもガスは、『のび太とアニマル惑星』に登場する。
どこでもドアの気体版。ガスをくぐることで超空間を通じて別の場所へ行くことが可能で、星間移動すらできる。大量のガスを使えば一度に大集団を移動させられる反面、想定外の場所につながったり、出口がずれたりと欠陥だらけであり、発売から間もなく発売中止となった。
作中に登場したガスは、正確にはどこでもガスではなく、ドラえもん のび太とアニマル惑星で発見された機械から噴出するガスを、ドラえもんが「似たようなガスが未来で発売されたことがある」と述べるにとどまっている。このガスは大昔にニムゲの科学者が開発した物で、それによって動物達がアニマル星へ移住したと伝えられている。これを動物達は神話中で「光の階段」と呼び、ニムゲは「ワープガス」と呼んでいた（原作より）。未来で発売されたどこでもガスと同一成分かは不明。
スネ夫とジャイアンは、ジェットモグラで地中に埋まった機械を掘り起こし、帰るためにガスを増やしたい一心でスイッチをいじったため、地球と繋がっていたガスの行先をニムゲの地獄星に変更してしまう結果となった。また、ガスであるという性質上極めて不安定で、ガス自体が風で流されたり、ガスの残量がなくなると元の場所に戻れない、といった問題も抱えている。

## どこでもきっぷ
どこでもきっぷは、「ふしぎな海水浴」（てんとう虫コミックススペシャル『ドラえもん カラー作品集』5巻に収録）、「行かない旅行の記念写真」（てんとう虫コミックス7巻に収録）に登場する。
目測30センチメートル程度の札状の道具。あたかも電車の行き先表示のように、行きたい場所を「――ゆき」と書き込んで扉やふすまなどに貼り、その扉を開くと行き先につながる。行き先は正確に書く必要があり、海水浴のために「うみ」と書けば海中につながり、扉を開けたとたんに海水が溢れたりする。
「行かない旅行の記念写真」で再登場したときは故障しており、「ニューヨーク」と書いたが銭湯（入浴する場所の例）へつながってしまった。
「ふしぎな海水浴」の初出では無名で、「行かない旅行の記念写真」で初めて「電車ごっこ」という通称が登場する。その後、テレビアニメ第2作1期「海水浴へ行こう」（「ふしぎな海水浴」のアニメ化作品。2000年8月18日放送、ビデオソフト未収録）で道具名を「どこでもきっぷ」と発表してからは「どこでもきっぷ」で統一している。一方で、藤子不二雄ランド「ドラえもん」3巻における巻末特集では同道具を指して「とっきゅう札」と紹介している。

## どこでも蛇口
どこでも蛇口（どこでもじゃぐち）は、「森は生きている」（てんとう虫コミックス26巻に収録）、「昔はよかった」（てんとう虫コミックス30巻に収録）、『のび太と竜の騎士』に登場する。
水道の蛇口を象った道具。これを手近な壁などに張り付けるだけで、自由に水を出すことができるようになる。
テレビアニメ第2作1期「ミニドラはカゼの素」（2003年12月12日放送、ビデオソフト未収録）ではのび太の頭の上につけて、お見舞いに来た静香、スネ夫、ジャイアン、先生をごまかしたが、ジャイアンが気になったため頭につけていたこの道具をずらして水が吹き出で、ミニドラが間違って蛇口を最大に開いた結果、のび太の部屋が水浸しになる羽目となった。
類似品になんでもじゃ口がある。

## どこでも大ほう
どこでも大ほう（どこでもたいほう）は、「どこでも大ほう」（てんとう虫コミックス6巻に収録）に登場する。
外見は昔風の大砲とモニターのセット。まずモニターで行きたい所を設定し、大砲の中にそこに行きたい人や物が入る。紐を引くと、人または物が目的地へと発射される。目的地は新幹線など移動中のものでも届くが、外国までは（東京からは）届かない。目的場所が扉などで隔てられている場合、発射されたものは障害物を突き破ってしまう（本編の窓ガラスや、「続ドラえもん全百科」クイズ中の木製の扉など。のび助を新幹線に乗せようとした時は車体を破らず屋根の上に乗ったが、車内でなく車両自体を狙ったからか、車体が強固で突き破れなかったからか不明）。

## どこでもだれでもローラースケート
どこでもだれでもローラースケートは、「どこでもだれでもローラースケート」（てんとう虫コミックス33巻に収録）に登場する。
壁でも天井でも、地面のように自在に走れるローラースケート。障害物に衝突しそうになると自動的によけてくれるため、のび太のように不器用な者でも自由自在にローラースケートが楽しめる。
『のび太の太陽王伝説』では水面、それも滝の様に流れの激しい面まで走る場面がある。

## どこでも地図
どこでも地図（どこでもちず）は、「へやこうかんスイッチ」（てんとう虫コミックス30巻に収録）に登場する。
「へやこうかんスイッチ」で交換する方位と場所を確認するために用いた地図帳。この地図自体の特徴は作中では語られていないが、アイドル歌手の部屋の場所も確認できてしまうことから、その名の通りどこでも載っている地図である可能性がある。

## どこでも風せん
どこでも風せん（どこでもふうせん）は、「どこでも風せん」（てんとう虫コミックススペシャル『ドラえもん カラー作品集』2巻に収録）に登場する。
この風船を膨らませて手に持ち、行きたい場所を書いて栓を抜くと、風船から吹き出す空気の勢いでその場所まで飛んで行くことができる。

## どこでもホール
どこでもホールは、「のび太の地底国」（てんとう虫コミックス26巻に収録）、『のび太と竜の騎士』に登場する。
マンホールの蓋を模した道具。これを地面に置いて蓋のダイヤルを操作すると、地中に自然にできた穴や洞窟がランダムに探知され、蓋を開くとそこがその穴につながっている。これにより、地中の穴に物を隠したり、広い洞窟に住処を作ったりできる。
「どこでもホール」を地面から取り外したとしても、ダイヤルの目盛りを同じ位置に合わせれば、違う場所の地面でも室内でも、どこからでもそのとき訪れた穴へ入ることができる。
『のび太と竜の騎士』では安雄とはる夫が空き地で転がして遊んでいた「どこでもホール」が車道に飛び出し、漫画ではトラックに跳ね飛ばされて神成宅の窓に突っ込み激昂した神成が大型ハンマーでメッタ打ちに壊し、映画では車に潰されたため、使い物にならなくなった。

## どこでもまど
どこでもまどは、「水たまりのピラルク」（てんとう虫コミックス34巻に収録）に登場する。
どこでもドアの窓版。使用法も同様。場所の名前を言いながら窓をあけると、その場所に繋がっており、少々狭いながらも窓をくぐることでその場所へ行くことができる。
てんとう虫コミックススペシャル「ザ・ドラえもんズ スペシャル」の『西部列車危機一髪』（スペシャル2巻に収録）にも登場。ドラ・ザ・キッドが使用した。作中では、窓にとりつけて好きな景色を楽しむために用いており、このように「窓けしききりかえ機」のような使用法が本来の目的らしい。